# Lutz Graf Schwerin von Krosigk

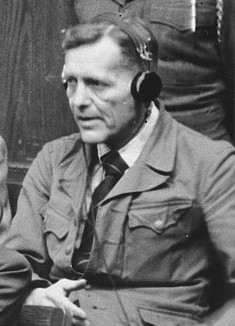
Lutz Graf Schwerin von Krosigk năm 1947

Lutz Graf Schwerin von Krosigk (tháng 8 năm 1887-4 tháng 3 năm 1977) là bộ trưởng tài chính Đế quốc Đức từ 1932 tới 1945, thủ tướng Đức thời kỳ Đức Quốc xã trong tháng 5 năm 1945.

## Tiểu sử
Johann Ludwig Graf Schwerin von Krosigk, được gọi là Lutz Graf Schwerin von Krosigk là một luật gia người Đức và quan chức chính phủ cấp cao, người phục vụ trong thời gian tháng năm 1945 ở vị trí lịch sử độc đáo của Bộ trưởng hàng đầu của đế chế Đức , tương đương với của một thủ tướng trong chính phủ Flensburg ngắn ngủi của Đô đốc Karl Dönitz.
Schwerin von Krosigk cũng đã giữ chức Bộ trưởng Ngoại giao trong chính phủ lâm thời, một chức vụ không có mục đích nhà nước của Đức Quốc Xã và chính quyền của nó vào thời điểm đó. Ngoài ra, ông vẫn giữ chức Bộ trưởng Tài chính Đức, mà ông đã giả định trong năm 1932 (dưới Reich tướng Franz von Papen) và được tổ chức trong suốt khoảng thời gian của đế chế Đức thứ ba. Ngoài Adolf Hitler, ông và Wilhelm Frick là thành viên duy nhất của nội các Đức quốc xã để phục vụ liên tục từ nhiệm kỳ của Hitler là Thủ tướng cho đến khi cái chết của ông.